# Greg Shapiro
Gregory Scott "Greg" Shapiro (Chicago, 1968) is een Amerikaans-Nederlandse acteur en is sinds 1994 comedian bij de groep Boom Chicago. Hij is vooral bekend van zijn rol als nieuwslezer in Comedy Central News, een satirisch nieuwsprogramma. Verder speelde hij in enkele reclamefilmpjes, films en series, zoals Phileine zegt sorry, Down en een aflevering van Goede tijden, slechte tijden.
Shapiro kwam in 1994 naar Nederland.  Hij speelde samen met Jon Rosenfeld in de theatershow Yankee Go Home en Going Down: A Comedy Show About Pessimism. Shapiro is tevens columnist bij BNR Nieuwsradio. In 2009 zette hij zich als president Samuel G. Samson in voor een reclamecampagne van de ANWB.
Op 22 januari 2017 sprak hij voor het programma Zondag met Lubach een video in waarin 'Nederland' de nieuwe Amerikaanse president Donald Trump in zijn eigen woorden verwelkomt. Binnen één dag haalde het filmpje 24 miljoen kijkers. In het voorjaar van 2024 vertolkte hij de rol van officier Jack in de bioscoopfilm Krazy House.

## Boeken
- How to Be Orange: An Alternative Dutch Assimilation Course (2014)[3]
- How to Be Dutch: the Quiz (2016)[4]
- The American Netherlander, HollandBooks, ISBN 978 94 6319 226 2[5]

## Persoonlijk
Greg Shapiro is getrouwd met een Nederlandse vrouw en heeft een dochter en een zoon. 